# Ричардсон, Ли (снукерист)
Ли Ри́чардсон (англ. Lee Richardson, род. 15 июня 1971 года) — английский бывший профессиональный игрок в снукер.

## Карьера
Стал профессионалом в 1991 году. Лучшее достижение Ричардсона — четвертьфинал European Open 1994 года, когда в 1/16 он обыграл Джимми Уайта. Также Ричардсон много раз выходил в 1/16 финала других рейтинговых турниров. Лучший рейтинг Ли — 84-й (сезон 1995/96). Свой высший брейк — 140 очков — он сделал на Benson & Hedges Championship 1994 года, хотя на любительских турнирах он делал и максимальный брейк.
После того, как в 2004 году Ричардсон утратил статус профессионала, он продолжил играть в снукер на международных любительских соревнованиях.